# Goniobranchus daphne
Goniobranchus daphne (Angas, 1864) è un mollusco nudibranchio della famiglia Chromodorididae.